# 24 Ore di Le Mans 1970
La 38ª edizione della 24 Ore di Le Mans si è svolta il 13 e 14 giugno 1970 sul Circuit de la Sarthe. A questa gara parteciparono vetture Prototipo (Gruppo 6 - suddivise nelle classi fino a 2 litri, fino a 2,5 litri e fino a 3 litri), vetture Sport (Gruppo 5 - suddivise nelle classi fino a 2 litri e fino a 5 litri) e vetture Gran Turismo (Gruppo 4 - suddivise nelle classi fino a 2 litri, fino a 2,5 litri e oltre 5 litri), ma la lotta per la vittoria finale fu ristretta alle vetture della classe Sport 5 litri, più numerose e più veloci di circa 10 secondi al giro rispetto alle Prototipo 3 litri, che potevano solo fare affidamento sull'affidabilità per puntare alla vittoria finale.

## Contesto

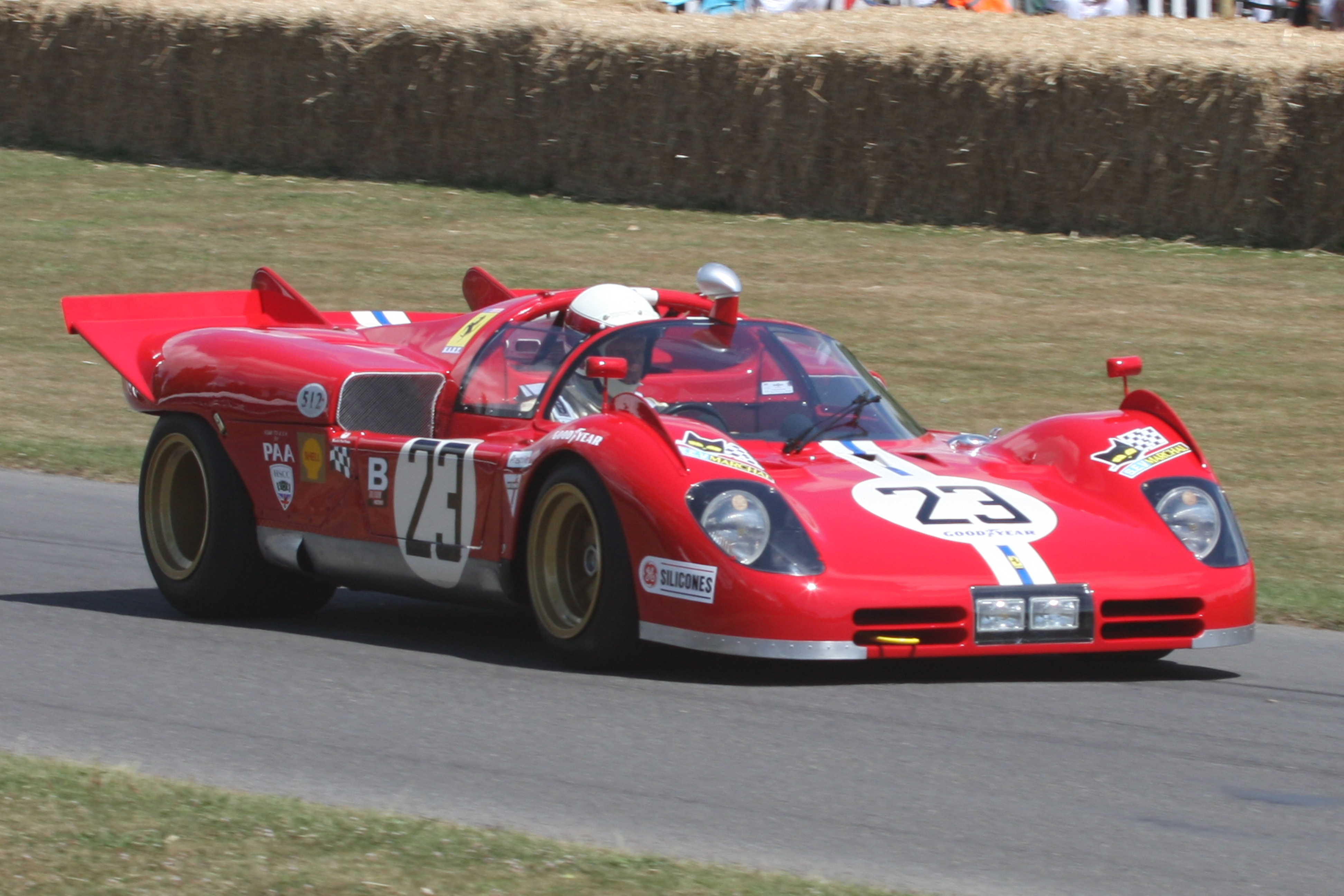
La Ferrari 512S

Nel giugno del 1969 Enzo Ferrari vendette metà del suo pacchetto azionario alla Fiat. Fiat finanziò la costruzione delle 25 auto allo scopo di competere con la Porsche 917: la Ferrari 512 S, spinta da un 5 litri V12, introdotta per la stagione 1970. La Scuderia Ferrari ne schierò quattro, dotate di una specifica carrozzeria a coda lunga.
Scontenta per gli scarsi risultati della 917 nel 1969 e confrontata da un nuovo avversario, la Porsche concluse un accordo con John Wyer e la Scuderia Gulf, che divenne la scuderia ufficiale Porsche, ed inoltre il partner ufficiale per lo sviluppo. Durante le prove a Zeltweg John Horsmann, un ingegnere di Wyer, ebbe l'idea di incrementare la deportanza a scapito della resistenza, modellando una nuova coda composta da fogli di alluminio incollati assieme. La modifica funzionò bene e la nuova coda corta diede alla 917 una migliore stabilità. La nuova versione venne chiamata 917 K (Kurzheck, codacorta).

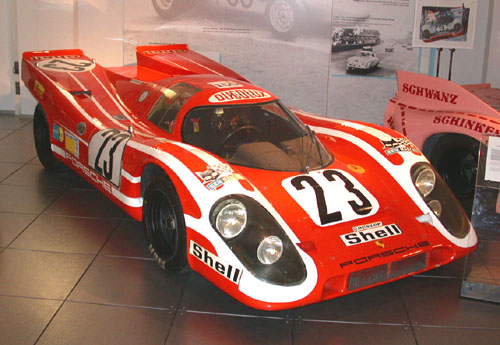
La Porsche 917K vincitrice

Wyer fu sorpreso di scoprire che un'altra scuderia si stava preparando accuratamente per Le Mans con lo stretto supporto della Porsche. La scuderia Porsche-Salzburg era di fatto un secondo team ufficiale sotto il controllo di membri della famiglia Porsche. La competizione tra le due scuderie raggiunse l'apice e intanto anche la scuderia Martini Racing ottenne il supporto della Porsche AG: ovviamente la Porsche stava compiendo grandi sforzi per vincere la gara con scuderie rivali.
Una nuova versione della 917 venne sviluppata per Le Mans con l'aiuto del consulente esterno Robert Choulet, già progettista delle avveniristiche CD-Peugeot e Matra MS640. Era la 917 LH (Langheck, codalunga) che presentava una nuova spettacolare carrozzeria a coda lunga, con una resistenza estremamente bassa ed una stabilità migliore rispetto alla versione del 1969.
Due 917 LH vennero iscritte a Le Mans, una dalla Porsche-Salzburg, l'altra dalla Martini Racing. La spettacolare livrea di questa auto era fatta da elaborate spirali e sbaffi verde chiaro su uno sfondo violetto. L'auto si guadagnò il soprannome di Auto Hippie o Porsche psichedelica da parte della scuderia e dei media. La LH della Porsche-Salzburg era spinta da un nuovo motore di 4,9 litri che la Porsche aveva introdotto a Monza, quest'auto infranse i record sul giro in ogni circuito su cui aveva corso in precedenza.
Wyer allineò tre 917 K, due col 4,9 litri e una con il 4,5; la Porsche-Salzburg iscrisse anche una 917 K col motore 4,5 litri: in totale 7 Porsche 917 presero parte alla gara, contrastate da undici Ferrari 512.
Tra i Prototipi 3 litri, La Matra iscrisse due MS650 (roadster con chassis tubolare) e una nuova MS660 (una roadster monoscocca) e, ad eccezione di Jack Brabham tutti i piloti Matra erano francesi, mentre la rivale Autodelta, la squadra corse dell'Alfa Romeo, schierò le sue quattro nuove barchette Alfa Romeo T33/3 spinte da motori V8 da poco meno di 400 CV e dotate di una specifica carrozzeria a coda lunga.
Pesenti anche due Porsche 908/2 del Martini Racing di cui una a coda lunga e una Porsche 908/1 "non in gara", guidata da Jonathan Williams e Herbert Linge; la roadster venne equipaggiata con tre cineprese da 35 mm per le riprese del film "Le 24 Ore di Le Mans" con Steve McQueen. A completare la lista partenti dei prototipi c'erano anche le due Ferrari 312 P ex-ufficiali del NART, di cui solo quella Tony Adamowicz e Chuck Parsons prese parte alla gara e la Healey SR XR37, spinta da un motore Repco/Brabham 3 litri al posto del Climax 2 litri dell'anno precedente ed evoluta per reggere la potenza del nuovo motore.
Tra le Gran Turismo, un nutrito stuolo di Porsche 911 in vari allestimenti e cilindrate è contrastato da due Chevrolet Corvette con motori 7 litri e dalla nuova Porsche 914/6 con motore 6 cilindri dei francesi Claude Ballot-Léna e Guy Chasseuil.

## Qualifiche
Senza suscitare grosse sorprese, Vic Elford ottenne la pole position con la Porsche-Salzburg 917 LH in 3'19"8, vincendo il suo personale duello con Nino Vaccarella, classificatosi secondo con la sua Ferrari 512 S ufficiale in 3'20"6. La prima vettura che non fosse né una 917, né una 512 fu la Matra 650 di Brabham/Cevert al 15º posto in 3'32"2. Spettacolare incidente in qualifica tra la MS650 di Brabham e la 908/2 di Dieter Spoerry, che collidono all'altezza di Maison Blanche, con l'australiano che riesce a controllare la vettura e lo svizzero che esce illeso dai rottami della sua Porsche disintegratasi nello schianto contro il terrapieno.

## Gara
La tradizionale "Partenza Le Mans" venne modificata, fermo restando le vetture schierate a spina di pesce in base ai tempi ottenuti in prova, con i piloti già seduti a bordo e con le cinture di sicurezza allacciate. In onore della ventesima partecipazione della Porsche, lo stesso Ferdinand Anton Ernst Porsche diede il via abbassando il tricolore francese alle 16:00.
Alle 17:30 tutte le Ferrari avevano già perso contatto con la testa, nel contempo iniziò a cadere una leggera pioggia. Subito dopo Reine Wisell stava procedendo a velocità ridotta alla Maison Blanche, con la sua Ferrari 512 S "coda lunga" della Scuderia Filipinetti. Derek Bell, a bordo di un'altra 512 S arrivò a una velocità di circa 160 km/h superiore. Bell compì un miracolo nell'evitare l'impatto ma la 512S di Clay Regazzoni urtò quella di Wisell e l'auto di Mike Parkes le centrò entrambe, incendiandosi. I pompieri arrivarono rapidamente e nessun pilota si infortunò seriamente. A completare il disastro Ferrari, il motore di Bell salì troppo di giri e si ruppe sul rettilineo dell'Hunaudières. A quanto riferì in seguito Clay Regazzoni, Wisell aveva dovuto frenare di colpo per evitare l'impatto con l'Alfa Romeo T33/3 di Andrea De Adamich, che stava sorpassando una vettura più lenta senza accorgersi delle Ferrari che sopraggiungevano ad una velocità nettamente superiore, e l'uso di gomme da asciutto sull'asfalto lievemente bagnato aveva aggravato la situazione.
La pioggia si infittì attorno alle 20:00. L'ultima Ferrari ufficiale era guidata da Jacky Ickx e Peter Schetty. Ickx, probabilmente il pilota più talentuoso del suo periodo sotto la pioggia, riuscì a portare la sua vettura dal sesto posto delle otto di sera al secondo della mezzanotte. Ma Ferrari perse tragicamente la sua ultima possibilità quando Ickx ebbe un incidente che uccise un inserviente di pista alla chicane Ford.
Jack Brabham e François Cevert guidavano nei prototipi con le loro Matra roadster ma i loro V12 consumavano troppo olio e tutte le Matra ruppero le guarnizioni dei pistoni a un quarto della distanza. Non fu l'anno buono nemmeno per Wyer: Rodriguez ruppe una biella, Hailwood uscì alla curva Dunlop e Siffert ruppe il motore sbagliando una cambiata mentre superava delle vetture più lente. Anche la Porsche-Salzburg 917 LH ebbe problemi. Tutti i protagonisti erano usciti di scena durante la notte.
All'alba, quando il tempo passò dalla pioggia intensa alla tempesta, tre 917 erano al comando, seguite da una 908. Le Porsche restanti dovettero finire la gara a velocità ridotta.
Hans Herrmann e Dick Attwood nella loro Porsche-Salzburg 917 K rossa e bianca numero 23 vinsero, mentre Gérard Larrousse e Willi Kauhsen finirono secondi con l'Auto Hippie. Solo sette auto completarono la gara.
Hans Hermann, un veterano quarantenne che era sopravvissuto alle pericolose Mille Miglia e alle Carrera Panamericana degli anni cinquanta, e aveva guidato la Mercedes in F1 e vinto la Targa Florio e molte altre gare importanti per la Porsche, aveva promesso alla moglie di lasciare le corse se fosse riuscito a vincere a Le Mans, un successo che aveva solo sfiorato nel 1969. Egli si ritirò quindi immediatamente..
La Porsche vinse così a Le Mans per la prima volta, l'ultimo e più ricercato trionfo per l'ex sfavorita che era riuscita a vincere tutte le altre gare e titoli della categoria sport durante gli anni '60, ed anche una gara di F1.

## Classifica finale
| Pos | Classe | No | Team                              | Piloti                              | Telaio           | Motore               | Giri |
| --- | ------ | -- | --------------------------------- | ----------------------------------- | ---------------- | -------------------- | ---- |
| 1   | S 5.0  | 23 | Porsche KG Salzburg               | Hans Herrmann Richard Attwood       | Porsche 917K     | Porsche 4.5L Flat-12 | 343  |
| 2   | S 5.0  | 3  | Martini Racing Team               | Gérard Larrousse Willi Kauhsen      | Porsche 917L     | Porsche 4.5L Flat-12 | 338  |
| 3   | P 3.0  | 27 | Martini Racing Team               | Rudi Lins Helmut Marko              | Porsche 908/2L   | Porsche 3.0L Flat-8  | 335  |
| 4   | S 5.0  | 11 | North American Racing Team (NART) | Ronnie Bucknum Sam Posey            | Ferrari 512 S    | Ferrari 5.0L V12     | 313  |
| 5   | S 5.0  | 12 | Ecurie Francorchamps              | Hughes de Fierlandt Alistair Walker | Ferrari 512 S    | Ferrari 5.0L V12     | 305  |
| 6   | GT 2.0 | 40 | Établissement Sonauto             | Claude Ballot-Léna Guy Chasseuil    | Porsche 914/6 GT | Porsche 2.0L Flat-6  | 285  |
| 7   | GT 2.5 | 47 | Écurie Luxembourg                 | Erwin Kremer Nicolas Koob           | Porsche 911S     | Porsche 2.3L Flat-6  | 282  |

### Non classificati
| Pos | Classe  | N° | Squadra                           | Piloti                              | Vettura                    | Motore              | Giri |
| --- | ------- | -- | --------------------------------- | ----------------------------------- | -------------------------- | ------------------- | ---- |
| 8   | GT +5.0 | 2  | Greder Racing                     | Henri Greder Jean-Pierre Rouget     | Chevrolet Corvette         | Chevrolet 7.0L V8   | 286  |
| 9   | P 3.0   | 29 | Solar Productions                 | Herbert Linge Jonathan Williams     | Porsche 908/2 (Camera Car) | Porsche 3.0L Flat-8 | 282  |
| 10  | P 3.0   | 57 | North American Racing Team (NART) | Tony Adamowicz Chuck Parsons        | Ferrari 312P Coupe         | Ferrari 3.0L V12    | 281  |
| 11  | GT 2.5  | 62 | René Mazzia                       | René Mazzia Pierre Mauroy           | Porsche 911S               | Porsche 2.2L Flat-6 | 275  |
| 12  | GT 2.0  | 42 | Wicky Racing Team                 | Sylvain Garant Guy Verrier          | Porsche 911TH              | Porsche 2.0L Flat-6 | 271  |
| 13  | GT 2.5  | 67 | Jacques Dechaumel                 | Jean-Claude Parot Jacques Dechaumel | Porsche 911S               | Porsche 2.2L Flat-6 | 271  |
| 14  | GT 2.5  | 45 | Claude Laurent                    | Claude Laurent Jacques Marché       | Porsche 911S               | Porsche 2.2L Flat-6 | 262  |
| 15  | GT 2.0  | 64 | Claude Haldi / Hart Ski Racing    | Jean Sage Pierre Greub              | Porsche 911S               | Porsche 2.0L Flat-6 | 254  |
| 16  | GT 2.0  | 66 | Raymond Touroul                   | Jean-Claude Lagniez Claude Swietlik | Porsche 911S               | Porsche 2.0L Flat-6 | 231  |

### Ritirati
| Pos | Classe  | N° | Squadra                                               | Piloti                                               | Vettura            | Motore                    | Giri |
| --- | ------- | -- | ----------------------------------------------------- | ---------------------------------------------------- | ------------------ | ------------------------- | ---- |
| 17  | P 3.0   | 34 | Donald Healey Motor Company                           | Roger Enever Andrew Hedges                           | Healey SR XR37     | Repco 740 3.0L V8         | 264  |
| 18  | S 5.0   | 25 | Porsche KG Salzburg                                   | Vic Elford Kurt Ahrens, Jr.                          | Porsche 917L       | Porsche 4.9L Flat-12      | 225  |
| 19  | P 3.0   | 36 | Autodelta SpA                                         | Piers Courage Andrea De Adamich                      | Alfa Romeo T33/3   | Alfa Romeo 3.0L V8        | 222  |
| 20  | P 3.0   | 35 | Autodelta SpA                                         | Nanni Galli Rolf Stommelen                           | Alfa Romeo T33/3   | Alfa Romeo 3.0L V8        | 213  |
| 21  | P 2.0   | 49 | Paul Watson Racing Organisation / Chevron Racing Team | Ian Skailes John Hine                                | Chevron B16        | Ford Cosworth FVC 1.8L I4 | 213  |
| 22  | P 2.0   | 44 | Paul Watson Racing Organisation / Chevron Racing Team | Clive Baker Digby Martland                           | Chevron B16        | BMW 2.0L I4               | 187  |
| 23  | P 2.5   | 61 | Wicky Racing Team                                     | André Wicky Jean-Pierre Hanrioud                     | Porsche 907        | Porsche 2.2L Flat-6       | 161  |
| 24  | S 5.0   | 20 | J.W. Automotive Engineering Ltd.                      | Jo Siffert Brian Redman                              | Porsche 917K       | Porsche 4.9L Flat-12      | 156  |
| 25  | S 5.0   | 5  | SpA Ferrari SEFAC                                     | Jacky Ickx Peter Schetty                             | Ferrari 512 S      | Ferrari 5.0L V12          | 142  |
| 26  | GT 2.5  | 63 | Rey Racing                                            | Jacques Rey Bernard Chenevière                       | Porsche 911S       | Porsche 2.3L Flat-6       | 132  |
| 27  | S 5.0   | 9  | Escuderia Montjuich                                   | José Juncadella Juan Fernandez                       | Ferrari 512 S      | Ferrari 5.0L V12          | 130  |
| 28  | P 2.0   | 60 | Guy Verrier                                           | Daniel Rouveyran Willy Meier                         | Porsche 910        | Porsche 2.0L Flat-6       | 128  |
| 29  | GT 2.5  | 65 | Claude Haldi / Hart Ski Racing                        | Claude Haldi Arthur Blank                            | Porsche 911S       | Porsche 2.2L Flat-6       | 124  |
| 30  | P 2.0   | 46 | Christian Poirot                                      | Christian Poirot Ernst Kraus                         | Porsche 910        | Porsche 2.0L Flat-6       | 120  |
| 31  | S 5.0   | 18 | David Piper Autorace AAW Racing Team                  | David Piper Gijs van Lennep                          | Porsche 917K       | Porsche 4.5L Flat-12      | 112  |
| 32  | S 5.0   | 16 | Scuderia Filipinetti Scuderia Picchio Rosso           | Gianpiero Moretti Corrado Manfredini                 | Ferrari 512 S      | Ferrari 5.0L V12          | 111  |
| 33  | S 5.0   | 4  | Racing Team VDS                                       | Teddy Pilette Gustave Gosselin                       | Lola T70 Mk. IIIB  | Chevrolet 4.9L V8         | 109  |
| 34  | GT 2.5  | 43 | Jean-Pierre Gaban                                     | Jean-Pierre Gaban Willy Braillard                    | Porsche 911S       | Porsche 2.2L Flat-6       | 109  |
| 35  | P 3.0   | 31 | Equipe Matra-SIMCA                                    | Jean-Pierre Beltoise Henri Pescarolo                 | Matra-SIMCA MS660  | Matra 3.0L V12            | 79   |
| 36  | P 3.0   | 32 | Equipe Matra-SIMCA                                    | Jack Brabham François Cevert                         | Matra-SIMCA MS650  | Matra 3.0L V12            | 76   |
| 37  | P 3.0   | 30 | Equipe Matra-SIMCA                                    | Patrick Depailler Jean-Pierre Jabouille Tim Schenken | Matra-SIMCA MS650  | Matra 3.0L V12            | 70   |
| 38  | GT 2.5  | 59 | Jean Egreteaud                                        | Jean Egreteaud Jean Mésange                          | Porsche 911S       | Porsche 2.2L Flat-6       | 70   |
| 39  | P 2.0   | 50 | Écurie Intersports S.A.                               | Guy Ligier Jean-Claude Andruet                       | Ligier JS1         | Ford Cosworth FVC 1.8L I4 | 65   |
| 40  | S 5.0   | 10 | Gelo Racing Team North American Racing Team (NART)    | Helmut Kelleners Georg Loos                          | Ferrari 512S       | Ferrari 5.0L V12          | 54   |
| 41  | S 5.0   | 22 | J.W. Automotive Engineering Ltd.                      | David Hobbs Mike Hailwood                            | Porsche 917K       | Porsche 4.5L Flat-12      | 49   |
| 42  | P 3.0   | 38 | Autodelta SpA                                         | Teodoro Zeccoli Carlo Facetti                        | Alfa Romeo T33/3   | Alfa Romeo 3.0L V8        | 43   |
| 43  | S 5.0   | 7  | SpA Ferrari SEFAC                                     | Derek Bell Ronnie Peterson                           | Ferrari 512 S      | Ferrari 5.0L V12          | 39   |
| 44  | S 5.0   | 8  | SpA Ferrari SEFAC                                     | Arturo Merzario Clay Regazzoni                       | Ferrari 512 S      | Ferrari 5.0L V12          | 38   |
| 45  | GT +5.0 | 1  | Écurie Léopard                                        | Joseph Bourdon Jean-Claude Aubriet                   | Chevrolet Corvette | Chevrolet 7.0L V8         | 37   |
| 46  | S 5.0   | 15 | Scuderia Filipinetti                                  | Mike Parkes Herbert Müller                           | Ferrari 512 S      | Ferrari 5.0L V12          | 37   |
| 47  | S 5.0   | 14 | Scuderia Filipinetti                                  | Joakim Bonnier Reine Wisell                          | Ferrari 512 S      | Ferrari 5.0L V12          | 36   |
| 48  | S 5.0   | 21 | J.W. Automotive Engineering Ltd.                      | Pedro Rodríguez Leo Kinnunen                         | Porsche 917K       | Porsche 4.9L Flat-12      | 22   |
| 49  | P 2.0   | 48 | Levi's International Racing                           | Julian Vernaeve Yves Deprez                          | Chevron B16        | Mazda 10A 1.0L Rotor      | 19   |
| 50  | S 5.0   | 6  | SpA Ferrari SEFAC                                     | Nino Vaccarella Ignazio Giunti                       | Ferrari 512 S      | Ferrari 5.0L V8           | 7    |
| 51  | P 3.0   | 37 | Autodelta SpA                                         | Toine Hezemans Masten Gregory                        | Alfa Romeo T33/3   | Alfa Romeo 3.0L V8        | 5    |

## Statistiche
- Pole Position - #25 Porsche KG Salzburg - 3:19.08
- Giro più veloce - #25 Porsche KG Salzburg - 3:21.00
- Distanza - 4607.810 km
- Velocità media - 191.992 km/h